# Nikolaj Davyděnko
Nikolaj Vladimirovič Davyděnko rus. Николай Владимирович Давыденко (* 2. června 1981 Severodoněck, Ukrajina) je bývalý profesionální ruský tenista.
Za svou dosavadní kariéru vyhrál 21 turnajů ATP World Tour ve dvouhře. Mezi nejvýznamnější patří vítězství na turnajích Masters v Paříži 2006, Miami 2008, Šanghaji 2009 a na Turnaji Mistrů v Londýně 2009.

## Finálové účasti na turnajích ATP World Tour (28)

### Dvouhra - výhry (21)
| Legenda                                                       |
| Tennis Masters Cup / ATP World Tour Finals (1)                |
| ATP Masters Series / ATP World Tour Masters 1000 (3)          |
| ATP International Series Gold / ATP World Tour 500 Series (1) |
| ATP International Series / ATP World Tour 250 Series (16)     |

| Č.  | Datum             | Turnaj                     | Povrch    | Soupeř ve finále      | Výsledek       |
| 1.  | 5. leden 2003     | Adelaide, Austrálie        | tvrdý     | Kristof Vliegen       | 6-2, 7-63      |
| 2.  | 13. duben 2003    | Estoril, Portugalsko       | antuka    | Agustín Calleri       | 6-4, 6-3       |
| 3.  | 2. květen 2004    | Mnichov, Německo           | antuka    | Martin Verkerk        | 6-4, 7-5       |
| 4.  | 17. říjen 2004    | Moskva, Rusko              | koberec   | Greg Rusedski         | 3-6, 6-3, 7-5  |
| 5.  | 22. květen 2005   | St. Pölten, Rakousko       | antuka    | Jürgen Melzer         | 6-3, 2-6, 6-4  |
| 6.  | 28. květen 2006   | Pörtschach, Rakousko       | antuka    | Andrei Pavel          | 6-0, 6-3       |
| 7.  | 6. srpen 2006     | Sopoty, Polsko             | antuka    | Florian Mayer         | 7-66, 5-7, 6-4 |
| 8.  | 27. srpen 2006    | New Haven, USA             | tvrdý     | Agustín Calleri       | 6-4, 6-3       |
| 9.  | 15. říjen 2006    | Moskva, Rusko              | koberec   | Marat Safin           | 6-4, 5-7, 6-4  |
| 10. | 5. listopad 2006  | Paříž, Francie             | koberec   | Dominik Hrbatý        | 6-1, 6-2, 6-2  |
| 11. | 14. říjen 2007    | Moskva, Rusko              | koberec   | Paul-Henri Mathieu    | 7-5, 7-69      |
| 12. | 6. duben 2008     | Miami, USA                 | tvrdý     | Rafael Nadal          | 6-4, 6-2       |
| 13. | 24. květen 2008   | Pörtschach, Rakousko       | antuka    | Juan Mónaco           | 6-2, 2-6, 6-2  |
| 14. | 9. červen 2008    | Varšava, Polsko            | antuka    | Tommy Robredo         | 6-3, 6-3       |
| 15. | 26. červenec 2009 | Hamburg, Německo           | antuka    | Paul-Henri Mathieu    | 6-4, 6-2       |
| 16. | 2. srpen 2009     | Umag, Chorvatsko           | antuka    | Juan Carlos Ferrero   | 6-3, 6-0       |
| 17. | 4. říjen 2009     | Kuala Lumpur, Malajsie     | tvrdý     | Fernando Verdasco     | 6-4, 7-5       |
| 18. | 18. říjen 2009    | Šanghaj, Čína              | tvrdý     | Rafael Nadal          | 7-63, 6-3      |
| 19. | 29. listopad 2009 | Londýn, Spojené království | tvrdý (h) | Juan Martín del Potro | 6-3, 6-4       |
| 20. | 9. leden 2010     | Dauhá, Katar               | tvrdý     | Rafael Nadal          | 0-6, 7-68, 6-4 |
| 21. | 24. duben 2011    | Munich, Německo            | antuka    | Florian Mayer         | 6-3, 3-6, 6-1  |

### Dvouhra - prohry (5)
| Legenda                                                  |
| Tennis Masters Cup / ATP World Tour Finals (1)           |
| ATP International Series / ATP World Tour 250 Series (4) |

| Č. | Datum             | Turnaj               | Povrch | Vítěz            | Výsledek        |
| 1. | 25. květen 2003   | St. Pölten, Rakousko | antuka | Andy Roddick     | 6-3, 6-2        |
| 2. | 7. květen 2006    | Estoril, Portugalsko | antuka | David Nalbandian | 6-3, 6-4        |
| 3. | 16. červenec 2006 | Båstad, Švédsko      | antuka | Tommy Robredo    | 6-2, 6-1        |
| 4. | 20. duben 2008    | Estoril, Portugalsko | antuka | Roger Federer    | 7-65, 1-2 skreč |
| 5. | 16. listopad 2008 | Šanghaj, Čína        | tvrdý  | Novak Djoković   | 6-1, 7-5        |

### Čtyřhra - výhry (1)
| Legenda                                                  |
| ATP International Series / ATP World Tour 250 Series (1) |

| Č. | Datum          | Turnaj        | Povrch  | Partner       | Soupeři ve finále              | Výsledek      |
| 1. | 17. říjen 2004 | Moskva, Rusko | koberec | Igor Andrejev | Mahesh Bhupathi Jonas Björkman | 3-6, 6-3, 6-4 |

### Čtyřhra - prohry (2)
| Legenda                                                  |
| ATP International Series / ATP World Tour 250 Series (2) |

| Č. | Datum          | Turnaj          | Povrch  | Partner       | Vítězové                             | Výsledek       |
| 1. | 16. říjen 2005 | Moskva, Rusko   | koberec | Igor Andrejev | Max Mirnyj Michail Južnyj            | 5-1, 5-1       |
| 2. | 9. červen 2008 | Varšava, Polsko | antuka  | Jurij Ščukin  | Mariusz Fyrstenberg Marcin Matkowski | 6-0, 3-6, 10-4 |

## Davisův pohár
Nikolaj Davyděnko se zúčastnil 15 zápasů v Davisově poháru  za tým Ruska s bilancí 13-8 ve dvouhře a 2-1 ve čtyřhře.

## Postavení na žebříčku ATP na konci sezóny

### Dvouhra
| Rok    | 1999 | 2000   | 2001  | 2002  | 2003  | 2004  | 2005 | 2006 | 2007 | 2008 | 2009 |
| Pořadí | 659. | ▲ 134. | ▲ 79. | ▼ 85. | ▲ 44. | ▲ 28. | ▲ 5. | ▲ 3. | ▼ 4. | ▼ 5. | ▼ 6. |

### Čtyřhra
| Rok    | 1999  | 2000   | 2001 | 2002    | 2003   | 2004  | 2005  | 2006   | 2007 | 2008   | 2009   |
| Pořadí | 1065. | ▲ 869. | ▼ x  | ▲ 1186. | ▲ 254. | ▲ 72. | ▲ 45. | ▼ 158. | ▼ x  | ▲ 219. | ▼ 278. |